# Philotheca pinoides
Philotheca pinoides är en vinruteväxtart som först beskrevs av Paul G. Wilson, och fick sitt nu gällande namn av Paul G. Wilson. Philotheca pinoides ingår i släktet Philotheca och familjen vinruteväxter. Inga underarter finns listade i Catalogue of Life.